# NGC 139
NGC 139 es una galaxia espiral barrada localizada en la constelación de Piscis. Fue descubierta el 29 de agosto de 1864 por el astrónomo alemán Albert Marth.

## Apariencia
John Dreyer la describió como "extremadamente débil, pequeña".